# Christopher Jones (Kapitän)
Christopher Jones (* um 1570 in Harwich, England; † März 1622) war ein englischer Kapitän und der Kapitän der Mayflower.
Sein Vater war Seemann und Kapitän auf mehreren Segelschiffen. Auch Christopher Jones wurde Seemann, jedoch mit seinem eigenen Schiff. Er lebte bis zu seinem 40. Lebensjahr in Harwich und zog danach nach Rotherhithe. Das erste Schiff, mit dem er fuhr, war nach seiner Frau „Jasian“ benannt. Im Jahre 1608 verkaufte er das Schiff und kaufte mit drei anderen Investoren die „Mayflower“. Die Mayflower wurde hauptsächlich für den Warentransport von England nach Frankreich genutzt und kehrte mit französischem Wein wieder zurück.
Im Jahre 1620 wurde die Mayflower mit ihrem Kapitän von den Pilgervätern gemietet. Der Kapitän sollte sie mit ihren Gütern in den Norden Virginias bringen. Die Mayflower stach am 6. September 1620 von Plymouth in See und erreichte Cape Cod am 21. November 1620. Das Schiff kehrte erst im Mai 1621 nach England zurück. Christopher Jones benutzte die Mayflower noch für eine Fahrt nach Frankreich, starb jedoch kurz danach im März 1622. Er wurde bei der St.-Mary’s-Kathedrale in Rotherhithe beerdigt.
Er hatte neun Kinder, von denen nur wenige die Kindheit überlebten.